# Rony Martínez
Rony Darío Martínez Alméndarez (ur. 16 października 1987 w Olanchito) – honduraski piłkarz występujący na pozycji napastnika lub ofensywnego pomocnika, reprezentant Hondurasu, od 2021 roku zawodnik Realu Sociedad Tocoa.

## Kariera klubowa
Martínez rozpoczynał swoją karierę piłkarską dopiero w wieku dwudziestu czterech lat w drugoligowym zespole Unión Sabá. Po upływie roku, dzięki udanym występom, został wypożyczony za darmo do absolutnego beniaminka najwyższej klasy rozgrywkowej, klubu CD Real Sociedad z siedzibą w mieście Tocoa. W Liga Nacional de Fútbol de Honduras zadebiutował za kadencji kolumbijskiego szkoleniowca Jairo Ríosa, 27 stycznia 2013 w wygranym 3:0 spotkaniu z Vidą, natomiast premierowego gola w pierwszej lidze strzelił 9 lutego tego samego roku w przegranej 1:3 konfrontacji z Deportes Savio. Od razu wywalczył sobie niepodważalne miejsce w wyjściowym składzie Realu, który został wówczas uznany za wielką rewelację rozgrywek; zaledwie rok po premierowym awansie do najwyższej ligi, w wiosennym sezonie Clausura 2013, zdobył wicemistrzostwo Hondurasu. On sam został natomiast królem strzelców ligi honduraskiej z dwunastoma bramkami na koncie. We wrześniu 2013 był bliski przejścia do irakijskiego Zakho FC, jednak ostatecznie zdecydował się pozostać w Realu.

## Kariera reprezentacyjna
W seniorskiej reprezentacji Hondurasu Martínez zadebiutował za kadencji kolumbijskiego selekcjonera Luisa Fernando Suáreza, 2 czerwca 2013 w przegranym 0:2 meczu towarzyskim z Izraelem. Kilka tygodni później został powołany na Złoty Puchar CONCACAF, gdzie wystąpił w czterech spotkaniach i 8 lipca 2013, w wygranym 2:0 spotkaniu fazy grupowej z Haiti strzelił swoją pierwszą bramkę w kadrze narodowej. Jego drużyna odpadła ostatecznie z tych rozgrywek w półfinale.